# Разенков, Гавриил Степанович
Гавриил Степанович Разенков (1915—1944) — советский военнослужащий. Участник Советско-финской и Великой Отечественной войн. Герой Советского Союза (1944, посмертно). Старший лейтенант.

## Биография
Гавриил Степанович Разенков родился 15 января 1915 года в селе Озёрки Елецкого уезда Орловской губернии Российской империи (ныне село Тербунского района Липецкой области Российской Федерации) в крестьянской семье. Русский. Рано осиротев, Гавриил Степанович воспитывался в семье старшего брата, жившего в посёлке Красный Луч. Здесь он окончил школу и Краснолучский горный техникум. До призыва на военную службу работал на шахте.
В ряды Рабоче-крестьянской Красной Армии Г. С. Разенков был призван Краснолучским городским военкоматом Донецкой области в 1937 году. Отслужив срочную службу, Гавриил Степанович решил остаться в армии. Принимал участие в Советско-финской войне. Был тяжело ранен. После продолжительного лечения, несмотря на желание продолжать службу, он в 1940 году по состоянию здоровья был демобилизован. Врачи посоветовали ему переехать на Кавказ. Мягкий климат равнинного Кавказа действительно пошёл Гавриилу Степановичу на пользу, и менее чем через год через Кущёвский районный военкомат Краснодарского края он вернулся в армию.
Начало Великой Отечественной войны младший командир Г. С. Разенков встретил в должности командира артиллерийского орудия. Воевал на Западном фронте. Участвовал в Битве за Москву. За мужество и стойкость, проявленные в боях в ноябре — декабре 1941 года на Волоколамском шоссе, он был награждён орденом Красного Знамени. В феврале 1942 года Гавриил Степанович был тяжело ранен. После лечения в госпитале его направили в артиллерийское училище, по окончании ускоренного курса которого он в звании лейтенанта был направлен на Воронежский фронт, где принял под командование артиллерийскую батарею 16-й истребительной бригады 40-й армии. Весной 1943 года бригада была выведена в Резерв Главного Командования и к середине июня была переформирована в 32-ю отдельную истребительно-противотанковую бригаду. Лейтенант Г. С. Разенков стал командиром батареи её 1854-го полка. В составе своего подразделения Гавриил Степанович участвовал в Курской битве. 21 июля 1943 года он был тяжело ранен в бою под Белгородом.
Вернувшись в строй в сентябре 1943 года Гавриил Степанович получил звание старшего лейтенанта, и командуя 3-й батареей своего полка, участвовал в освобождении Левобережной Украины. Огнём орудий и колёсами его батарея прокладывала путь стрелковым подразделениям 309-й стрелковой дивизии к Днепру, громила немецко-фашистские войска под Яготиным и Переяславлем, отражала контрудар противника под Золотоношей. В ночь со 2 на 3 октября 1943 года Гавриил Степанович со своими бойцами переправился на Букринский плацдарм у села Балыко-Щучинка. Едва его батарея заняла огневые позиции к востоку от села Ульяники, как противник перешёл в контратаку. Против артиллеристов Разенкова немцы бросили 20 танков, основную массу которого составляли «Тигры». В ожесточённом бою 3-я батарея уничтожила 10 вражеских машин и заставила противника отступить.
До ноября 1943 года 32-я отдельная истребительно-противотанковая артиллерийская бригада вела бои на Букринском плацдарме. В середине месяца она была брошена на отражение танкового контрудара немцев под Фастовом. 16 ноября 13 немецких танков с автоматчиками на броне под прикрытием густого тумана попытались прорвать оборону советских войск у села Дивин. Путь им преградила батарея старшего лейтенанта Г. С. Разенкова, в составе которой было всего два орудия. Проявив хладнокровие и выдержку, артиллеристы подпустили противника на близкое расстояние, и ведя огонь прямой наводкой, подожгли два танка. Немцам удалось вывести из строя расчёт одного из орудий. Когда оно замолчало, три немецких танка стали обходить артиллеристов с фланга. Бросившись к орудию, старший лейтенант Разенков в одиночку развернул его и точными выстрелами подбил два танка, а третий заставил поспешно отступить. Неравный бой продолжался четыре часа. Потеряв шесть танков, в том числе два «Тигра», немцы прекратили атаки, так и не добившись поставленных целей.
Противник наращивал свои силы на брусиловском направлении. Советское командование, ожидая здесь главный удар немцев, спешно выстраивало оборонительную линию. 21 ноября 1943 года батарея старшего лейтенанта Г. С. Разенкова, занявшая огневые позиции у села Вильшка, приняла на себя основной удар крупной танковой группировки немцев, рвавшихся к Киеву. Противник бросил в бой на её участке более 30 средних и тяжёлых танков и батальон автоматчиков. Не имея поддержки пехоты, старший лейтенант Разенков организовал из вспомогательных бойцов батареи стрелковую оборону. Ведя огонь из орудий и личного оружия, артиллеристы отразили мощный натиск неприятеля, уничтожив 6 вражеских танков и взвод пехоты. Лично Гавриил Степанович огнём из ручного пулемёта истребил до 20 немецких солдат.
Отразив контрудар немецко-фашистских войск на киевском направлении, войска 1-го Украинского фронта провели Житомирско-Бердичевскую операцию, в ходе которой существенно продвинулись вперёд и создали угрозу левому флангу немецкой группы армий «Юг». Противник не осуществил своевременно отвод своих сил из-под Канева, и в результате встречного удара войск 1-го и 2-го Украинских фронтов, осуществлённого в рамках Корсунь-Шевченковской операции, каневская группировка немцев оказалась в котле. В течение первой половины февраля 1944 года командующий немецкой группой армий «Юг» генерал-фельдмаршал Э. Манштейн предпринимал отчаянные попытки деблокировать попавшие в окружение войска. На отражение этих попыток на внешнее кольцо окружения в район к северу от Звенигородки была брошена 32-я отдельная истребительно-противотанковая бригада. 13 февраля 1944 года позиции 1854-го истребительно-противотанкового артиллерийского полка у села Дашуковка после тридцатиминутной артиллерийской подготовки и бомбёжки с воздуха атаковали 120 вражеских танков. 40 из них двинулось на батарею старшего лейтенанта Г. С. Разенкова. Ожесточённый неравный бой длился три часа. Когда из строя полностью вышел один из расчётов, Разенков сам встал к орудию и в одиночку вступил в противоборство с 14 «Тиграми». Прежде, чем противник сумел уничтожить его пушку, Гавриил Степанович успел поджечь пять вражеских танков. После героической гибели командира его бойцы продолжали стойко удерживать занимаемые рубежи. Всего в ходе боя батарея старшего лейтенанта Г. С. Разенкова подбила и сожгла 16 немецких танков. За образцовое выполнение боевых заданий командования на фронте борьбы с немецкими захватчиками и проявленные при этом отвагу и геройство указом Президиума Верховного Совета СССР от 23 сентября 1944 года старшему лейтенанту Разенкову Гавриилу Степановичу было присвоено звание Героя Советского Союза посмертно.
Данные о месте захоронения Героя Советского Союза Г. С. Разенкова противоречивы. Согласно документам Центрального архива Министерства обороны Российской Федерации Гавриил Степанович был похоронен в братской могиле на северной окраине села Дашуковка Лысянского района Черкасской области. В то же время его имя значится среди похороненных в братской могиле советских воинов в селе Кривая Таращанского района Киевской области Украины.

## Награды
- Медаль «Золотая Звезда» (23.09.1944, посмертно);
- два ордена Ленина (22.06.1944, 23.09.1944, посмертно);
- орден Красного Знамени (20.12.1941).

## Память
- Бюсты Героя Советского Союза Г. С. Разенкова установлены в городе Красный Луч Луганской области Украины (открыт в 1975 году, скульпторы Н. Н. Щербаков, Н. В. Можаев), на мемориале погибшим воинам в посёлке Тербуны (установлен в 2005 году, скульпторы А. Е. Вагнер и Н. К. Рогатнев) и на мемориале «Тербунский рубеж» в селе Озёрки (открыт 9 мая 2015 года).
- Именем Героя Советского Союза Г. С. Разенкова названы улицы в городе Красный Луч и посёлке городского типа Тербуны.
- Имя Героя Советского Союза Г. С. Разенкова увековечено на мемориале на площади Героев в городе Липецке.

## Документы
- Общедоступный электронный банк документов «Подвиг Народа в Великой Отечественной войне 1941—1945 гг.» Дата обращения: 29 сентября 2013. Архивировано из оригинала 11 мая 2017 года.

Представление к званию Героя Советского Союза.
Указ Президиума Верховного Совета СССР о присвоении звания Героя Советского Союза.
Орден Ленина (наградной лист и указ ПВС СССР о награждении).
- Обобщенный банк данных «Мемориал». Архивировано из оригинала 10 мая 2012 года.

ЦАМО, ф. 33, оп. 563784, д. 31.
ЦАМО, ф. 33, оп. 594259, д. 35.
Информация из списка захоронения ЗУ380-24-315 в селе Дашуковка.
Учётная карточка захоронения ЗУ380-24-315 в селе Дашуковка.
Схема захоронения ЗУ380-24-315 в селе Дашуковка.